# Arbeitsgemeinschaft der Universitätsverlage
Die Arbeitsgemeinschaft der Universitätsverlage (AG Univerlage) verbindet seit 2004 zahlreiche Verlage aus Deutschland, Österreich, der Schweiz und Italien. Jährliche Treffen zum Erfahrungsaustausch organisiert die AG ebenso wie gemeinsame Messeauftritte. Die kooperative Erarbeitung von Qualitätsstandards sowie die öffentliche Positionierung zu Fragen institutionellen Publikationsinfrastrukturen rücken zunehmend in den Focus. Zentral sind die Sieben Positionen zu institutionellen Publikationsinfrastrukturen, die von den AG-Mitgliedern in Anlehnung an die "Seven Statements on European University Presses " der Association of European University Presses erarbeitet wurden.
Die Mitglieder der AG Universitätsverlage sind an eine Forschungseinrichtung angebunden, spiegeln im Verlagsprogramm das Profil ihrer Einrichtung wider, setzen Open Access und eine wissenschaftsfreundliche Rechtepolitik um und treffen Maßnahmen zur Gewährleistung hoher wissenschaftlicher und formaler Qualität, und verfolgen keine Gewinnmaximierung. Sie arbeiten transparent und kollegial zusammen, indem sie etwa gemeinsame Ausstellungen auf der Frankfurter Buchmesse realisieren. Die teilnehmenden Verlage veröffentlichen pro Jahr ca. 1000 Neuerscheinungen nach hohen Standards, davon weit über die Hälfte im Open Access.

## Mitgliederliste
Aachen – Apprimus Verlag Aachen

Bamberg – University of Bamberg Press

Berlin – Berlin Universities Publishing
Bern – Bern Open Publishing

Bozen – Bolzano University Press

Bremen – APOLLON University Press

Chemnitz – Universitätsverlag Chemnitz

Erlangen-Nürnberg – FAU University Press

Göttingen – Universitätsverlag Göttingen

Graz – Verlag der Technischen Universität Graz

Hamburg – Hamburg University Press
Hannover – TIB Open Publishing

Heidelberg – Heidelberg University Publishing

Hildesheim – Universitätsverlag Hildesheim

Ilmenau – Universitätsverlag Ilmenau

Innsbruck – innsbruck university press

Karlsruhe – KIT Scientific Publishing

Kassel – Kassel University Press
Kiel – Universitätsverlag Kiel

Köln – PUBLISSO Publishing

Merseburg – Hochschulverlag Merseburg

München – TUM.University Press
München – Open Publishing LMU

Münster – Servicepunkt Publizieren der ULB Münster

Oldenburg – BIS-Verlag der Universität Oldenburg

Potsdam – Universitätsverlag Potsdam

Regensburg – Publikationen der Universitätsbibliothek

Potsdam – Verlag der Fachhochschule Potsdam

Saarbrücken – Universaar Saarbrücken

Siegen – universi – Universitätsverlag Siegen
Stuttgart – Fraunhofer Verlag

Tübingen – Tübingen University Press (TUP)

Wien – mdwPress, Verlag der Universität für Musik und darstellende Kunst

Wien – TU Wien Academic Press

Wien – Verlag der Österreichischen Akademie der Wissenschaften

Würzburg – Würzburg University Press (WUP)